# Joachim d'Anhalt-Dessau
 Joachim d'Anhalt-Dessau  (né à Dessau le 7 août 1509 - mort à Dessau le 6 décembre 1561), fut un prince de la maison d'Ascanie, corégent d'Anhalt-Dessau et à partir de 1544 seul souverain de la nouvelle principauté d'Anhalt-Dessau.

## Biographie
Joachim est le 4e fils mais le troisième survivant d'Ernest Ier d'Anhalt-Dessau et de son épouse Marguerite, fille du duc Henri Ier de Münsterberg-Oels une petite fille de  Georges de Poděbrady,roi de Bohême. Après ses études universitaires Joachim vit principalement à la cour du duc de Saxe George le Barbu, c'est vraisemblablement à cette époque qu'il se familiarise avec le luthéranisme.
À la mort de leur père en 1516.  Joachim et ses frères ainés Jean V et Georges III sont devenus les nouveaux souverains conjoints d'Anhalt-Dessau sous la régence de leur mère pendant les premières années de leur règne. En 1544 les trois frères décident de procéder à une division formelle de leurs possessions patrimoniales. Joachim reçoit Dessau, Lippene, Jeßnitz, Wörlitz et Raguhn désormais comme seul prince. La principauté recréée d'Anhalt-Dessau est plus réduite que la précédente entité de ce nom du fait des divers domaines qui sont attribués à Jean V et Georges III.
Joachim est un prince très actif dans la construction d'édifice et l'organisation de ses domaines il crée ordre une police dans ses États et à Dessau en 1554, il fait réédifier la tour de l'Église de Marie. Joachim est considéré comme un prince solitaire et taciturne mais aussi comme un ami proche Martin Luther, Philippe Melanchthon et Joachim Camerarius l'Ancien. Il meurt célibataire et sans enfant, ses domaines reviennent à ses neveux, fils de son frère Jean V.